# Татарские Ямалы
Тата́рские Ямалы́ (тат. Татар Ямалы) — село в Актанышском районе Республики Татарстан. Административный центр Татарско-Ямалинского сельского поселения.

## География
Село расположено в Восточном Закамье на реке Белая, в 19 км к северо-западу от районного центра, села Актаныш.

## История
Из «Сведений 1870 года» известно, что в деревне также проживали марийцы-припущенники.
Из «Сведений 1870 года» известно, что в деревне действовала мечеть, работала ветряная мельница.

## Население
| 1795 | 1859 | 1870 | 1884 | 1897 | 1906 | 1913 | 1920 | 1926 | 1938 | 1949 | 1958 | 1970 | 1979 | 1989 | 2002 | 2008 | 2010 | 2015 |
| ---- | ---- | ---- | ---- | ---- | ---- | ---- | ---- | ---- | ---- | ---- | ---- | ---- | ---- | ---- | ---- | ---- | ---- | ---- |
| 137  | 355  | 386  | 424  | 484  | 556  | 575  | 593  | 624  | 425  | 577  | 381  | 516  | 516  | 435  | 408  | 398  | 400  | 366  |

Национальный состав
Согласно результатам переписи 2002 года, в национальной структуре населения села татары составляли 98%.
В село приходит автомобильная дорога регионального значения Тюково — Татарские Ямалы.

### Комментарии
1. ↑  Расстояние измерено с помощью инструментария Яндекс.Карты